# Apače
Apače este o localitate din comuna Apače, Slovenia, cu o populație de 636 de locuitori.